# Llista de poblacions negades als Països Catalans
Aquestes són les poblacions dels Països de Parla Catalana que han estat negades per la construcció d'un pantà, essent posteriorment reconstruïdes o no.
| Població                    | Municipi actual  | Comarca        | Pantà                |
| --------------------------- | ---------------- | -------------- | -------------------- |
| Aguilar de Bassella         | Bassella         | Alt Urgell     | Pantà de Rialb       |
| Aulet                       | Sopeira          | Alta Ribagorça | Pantà d'Escales      |
| la Baells                   | Cercs            | Berguedà       | Pantà de la Baells   |
| Blancafort de Noguera       | Os de Balaguer   | Noguera        | Pantà de Canelles    |
| Boix                        | Ivars de Noguera | Noguera        | Pantà de Santa Anna  |
| Canelles                    | Os de Balaguer   | Noguera        | Pantà de Canelles    |
| Castellnou de Bassella      | Bassella         | Alt Urgell     | Pantà de Rialb       |
| Casterner de les Olles      | Tremp            | Alta Ribagorça | Pantà d'Escales      |
| la Clua d'Aguilar           | Bassella         | Alt Urgell     | Pantà de Rialb       |
| Faió                        | Faió             | Ribera d'Ebre  | Pantà de Riba-roja   |
| Mequinensa                  | Mequinensa       | Baix Cinca     | Pantà de Riba-roja   |
| Miralles de Berga           | Cercs            | Berguedà       | Pantà de la Baells   |
| Miralpeix                   | Tiurana          | Noguera        | Pantà de Rialb       |
| Sant Salvador de la Vedella | Cercs            | Berguedà       | Pantà de la Baells   |
| Sau                         | Vilanova de Sau  | Osona          | Pantà de Sau         |
| Susqueda                    | Susqueda         | Selva          | Pantà de Susqueda    |
| Susterris                   | Talarn           | Pallars Jussà  | Pantà de Sant Antoni |
| Tiurana                     | Tiurana          | Noguera        | Pantà de Rialb       |
| Tragó de Noguera            | Os de Balaguer   | Noguera        | Pantà de Santa Anna  |